# Krefftichthys anderssoni
Krefftichthys anderssoni är en fiskart som först beskrevs av Lönnberg, 1905.  Krefftichthys anderssoni ingår i släktet Krefftichthys och familjen prickfiskar. IUCN kategoriserar arten globalt som livskraftig. Inga underarter finns listade i Catalogue of Life.